# 잭슨 구조적 프로그래밍

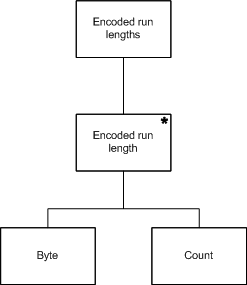
JSP 다이어그램의 예

잭슨 구조적 프로그래밍(Jackson structured programming, JSP) 또는 잭슨법은 영국의 소프트웨어 컨설턴트인 마이클 A. 잭슨(Michael A. Jackson)이 개발하고 1975년 저서인 "프로그램 설계 원리"(Principles of Program Design)에서 설명한 구조적 프로그래밍 방법이다. JSP의 기술은 프로그램이 입력으로 읽고 출력으로 생성해야 하는 파일의 데이터 구조를 분석한 다음 해당 데이터 구조를 기반으로 프로그램 설계를 생성하여 프로그램 제어 구조가 이러한 데이터 구조를 자연스럽고 직관적인 방식으로 처리하는 것이다.
JSP는 시퀀스, 반복, 선택(또는 대안)이라는 세 가지 기본 구조를 사용하여 데이터와 프로그램의 구조를 설명한다. 이러한 구조는 (사실상) 정규 표현식의 시각적 표현으로 다이어그램으로 표시된다.